# جیم کراوفرد (راننده مسابقه)
جیمز آلن کراوفرد (انگلیسی: James Alan Crawford؛ زادهٔ ۱۳ فوریهٔ ۱۹۴۸ در دانفرملین، فایف، درگذشتهٔ ۶ اوت ۲۰۰۲ در تییررا ورد، فلوریدا) رانندهٔ مسابقات اتومبیل‌رانی اهل بریتانیا بود که در فصل ۱۹۷۵ در مجموع در دو گراند پری از مسابقات جهانی فرمول یک شرکت کرد، اما موفق به کسب هیچ امتیازی نشد.
کراوفرد در ۶ اوت ۲۰۰۲ بر اثر نارسایی کبد در تییررا ورد، فلوریدا درگذشت. اولین تجربه اتومبیلرانی او پشت فرمان یک مینی بود که در چندین رالی رانندگی کرد. پس از یک دوره ناموفق در فرمول فورد، او در تیم دوستش استفن چولارتون در فرمول آتلانتیک سوار شد، پس از اینکه در چند مسابقه فرمول لیبره در کرافت نویدهای خوبی را نشان داد. او چندین سال را در کنار Choularton در SDC Racing در فرمول آتلانتیک رانندگی کرد و توسط Lotus Cars مشاهده شد و یک تست رانندگی توسط آنها ارائه شد.
او در دو جایزه بزرگ فرمول یک قهرمانی جهان شرکت کرد که اولین بار در 19 ژوئیه 1975 آغاز شد. او همچنین برنده مسابقات قهرمانی فرمول یک بریتانیا در سال 1982 بود . او به دلیل این که پانصدمین نفری است که یک مسابقه قهرمانی جهانی فرمول یک را آغاز کرده است، قابل توجه است.
کرافورد در اوایل دهه 1980 به ایالات متحده نقل مکان کرد و دو بار در سری Can-Am نایب قهرمان شد . او در سال 1984 در اولین بازی CART خود در لانگ بیچ چهارم شد و به یک بازیکن ثابت در ایندیاناپولیس 500 تبدیل شد . در آنجا در سال 1987 بود که کرافورد در تمرین دچار تصادف شد که منجر به آسیب جدی پا شد. با این حال، او به اندازه کافی بهبود یافت تا در سال 1988 به 500 بازگشت و برای چند دور در مسابقه پیشتاز بود. یک سوراخ در اواخر مسابقه او را از رتبه 2 به 6 کاهش داد.
آخرین 500 کرافورد در سال 1993 بود، اگرچه او در سال های 1994 و 1995 تلاش های ناموفقی برای واجد شرایط بودن خودروهای قدیمی انجام داد.

## 1988 ایندیاناپولیس 500
قابل توجه ترین دویدن کرافورد در ایندی در سال 1988 رخ داد. پس از نزدیک به یک سال توانبخشی به دلیل آسیب دیدگی ساق پا و پا، کرافورد برای ایندیاناپولیس 500 در سال 1988 بازگشت . او با کینگ ریسینگ به عنوان هم تیمی با جانی رادرفورد قرارداد امضا کرد و یک ورودی بیوک را هدایت کرد . او در لحظه آخر به تیم اضافه شد و درست قبل از روز افتتاحیه به تیم پیوست. او در طول آزمایشات زمانی تیترهای کمی را به خود اختصاص داد و در روز دوم بی سر و صدا به میدان آمد. او هنوز در حال بهبودی از جراحات پایش بود و ماه را با کمک عصا راه رفت.
با این حال، در روز مسابقه، کرافورد سر و صدای زیادی به پا کرد. این مسابقه تحت سلطه تیم پنسکه بودبا این حال، کرافورد تمام بعد از ظهر در رقابت بود و تنها راننده ای بود که به غیر از اتومبیل های پنسکه در طول مسابقه پیشتاز بود. کرافورد نزدیک به نقطه میانی پیش افتاد و 8 دور پیش افتاد. او یک مسابقه بسیار تهاجمی را رانندگی کرد، به دلخواه خود در داخل و خارج از ترافیک حرکت می‌کرد و اغلب در پیچ‌ها زیر خطوط سفید پایین می‌رفت. کرافورد در طول دوره پیشروی خود سرعتی تاول‌آمیز داشت و تا دور 194 دوم شد. در فاصله 6 دور مانده به پایان، او در پیچ سه به پهلو رفت و لاستیک‌هایش را صاف کرد. او برای یافتن لاستیک‌های جدید وارد چاله شد، اما خدمه با مشکلاتی روبرو شدند و چند ثانیه از دست داد. او یک دور از دست داد و ششم شد. این بالاترین پایان در آن زمان برای موتور بیوک V-6 ایندی بود و کرافورد به دلیل تلاش قوی خود مورد تحسین قرار گرفت.

## سالهای بعد
کرافورد در سال 1989 با انتظارات زیادی پس از اجرای خود در سال 1988 به ایندی بازگشت. او رتبه چهارم را کسب کرد، بالاترین تیم غیر شورولت، اما به دلیل مشکلات مکانیکی در روز مسابقه از مسابقات کنار رفت.
در سال 1990 کرافورد به تیم منارد پیوست و در حین تمرین دچار یک تصادف دیدنی شد. او چرخید و در نوبت اول به دیوار برخورد کرد، سپس 10 تا 15 فوت بالاتر از سطح زمین در ناودان کوتاه جنوبی به هوا رفت. او آسیب جدی ندیده بود. او در روز مسابقه پانزدهم شد.
آخرین حضور برجسته کرافورد در ایندی در سال 1992 بود . کرافورد دوباره به تیم کینگ ریسینگ پیوست ، به عنوان هم تیمی روبرتو گوئررو که یک بار دیگر با بیوک رانندگی کرد.موتور V-6. کرافورد و گوئررو در تمام مدت تمرین در جدول سرعت پیشرو بودند و کرافورد رکورد غیررسمی 233.433 مایل در ساعت را ثبت کرد. هر دو راننده مورد علاقه شدید برای موقعیت قطب بودند، اما در صبح روز قطب، کرافورد یک موتور را منفجر کرد. باران آزمایش‌های زمانی را به روز بعد منتقل کرد که به تیم فرصت داد تا یک موتور جدید نصب کنند. با این حال، در روز دوم، او موتور دیگری را منفجر کرد و فرصت خود را برای واجد شرایط شدن در دور قطبی از دست داد. او سریعترین رتبه ششم را کسب کرد، اما به عنوان روز دوم انتخابی، در رده 21 قرار گرفت. در روز مسابقه، او خیلی زود نقش مهمی داشت، اما در دور 75 با جمع آوری ریک میرز سقوط کرد .
مسابقه 1988 در نهایت به بهترین پایان اتومبیل ایندی کرافورد (6) تبدیل شد و آخرین شروع او در سال 1993 بود. او در سالهای 1994-1995 نتوانست واجد شرایط شود و از رانندگی بازنشسته شد.

## زندگی شخصی
پس از بازنشستگی از مسابقه، کرافورد در سن پترزبورگ، فلوریدا زندگی کرد و در آنجا یک قایق ماهیگیری خرید که برای اجاره استفاده می‌کرد. او از همسر دومش آنی و فرزندانش از ازدواج اولش جفری و امیلی به یادگار ماند.